# Golfbanens skræk
Golfbanens skræk (originaltitel: Happy Gilmore) er en amerikansk komediefilm fra 1996 instrueret af Dennis Dugan. Den handler om den klodsede ishockeyspiller Happy Gillmore (spillet af Adam Sandler) der melder sig ind i en golfturnering i håb om at få sin bedstemors hus tilbage, der er blevet overtaget af staten. Filmen udkom i USA den 16. februar 1996.